# Alexander Koval
Alexander Koval (* 14. März 1922 in Berlin; † 31. Juli 1986 ebenda) war ein deutscher Herausgeber, Essayist und Übersetzer.
Bekannt wurde er als Herausgeber der Schriftenreihe Das Lot (6 Hefte von Oktober 1947 bis Juni 1952, im Karl H(einz) Henssel Verlag, Berlin), die er zusammen mit dem französischen Dichter Alain Bosquet (damals amerikanischer Staatsbürger), der 1952 den Prix Apollinaire erhielt, und dem in Paris geborenen amerikanischen Dichter und Kritiker Edouard Roditi zu einem Treffpunkt internationaler Dichtung in Deutschland machte. Die Kritik entdeckte in ihm „einen neuen deutschen Dichter von seltener, ja, magischer Kraft der Sprache“.
Als Kritiker veröffentlichte Alexander Koval eine Anzahl an Essays zu Problemen der Dichtung, der Kunst des Theaters und des Films wie Hüten wir uns vor dem europäischen Chauvinismus und Lyrik und Drama der reinen Gebärde.
Als Übersetzer beschäftigte sich Koval zumeist mit Autoren Frankreichs und Amerikas, deren Problematik seiner eigenen nahe lag, oder durch deren Übersetzung er Beispiele zu schaffen versuchte: Djuna Barnes, Henry Miller, Archibald MacLeish, Robert Lowry, Tennessee Williams, Wallace Stevens und viele andere.
Außerdem war er Mitbegründer des Theaters des Tanzes und arbeitete als Dramaturg und Regieassistent u. a. mit Walter Felsenstein, Bertolt Brecht und Erwin Piscator in den renommiertesten Theatern Berlins.
Sein Nachlass wird heute von der Stiftung Archiv der Akademie der Künste (Berlin) betreut.